# Thracioidea
Super-famille
Les Thracioidea sont une super-famille de mollusques bivalves.

## Liste des familles
Selon World Register of Marine Species (15 novembre 2020) :
- famille Burmesiidae Healey, 1908 †
- famille Clistoconchidae Morton, 2012
- famille Periplomatidae Dall, 1895
- famille Thraciidae Stoliczka, 1870 (1839)